# Maret Maripuu

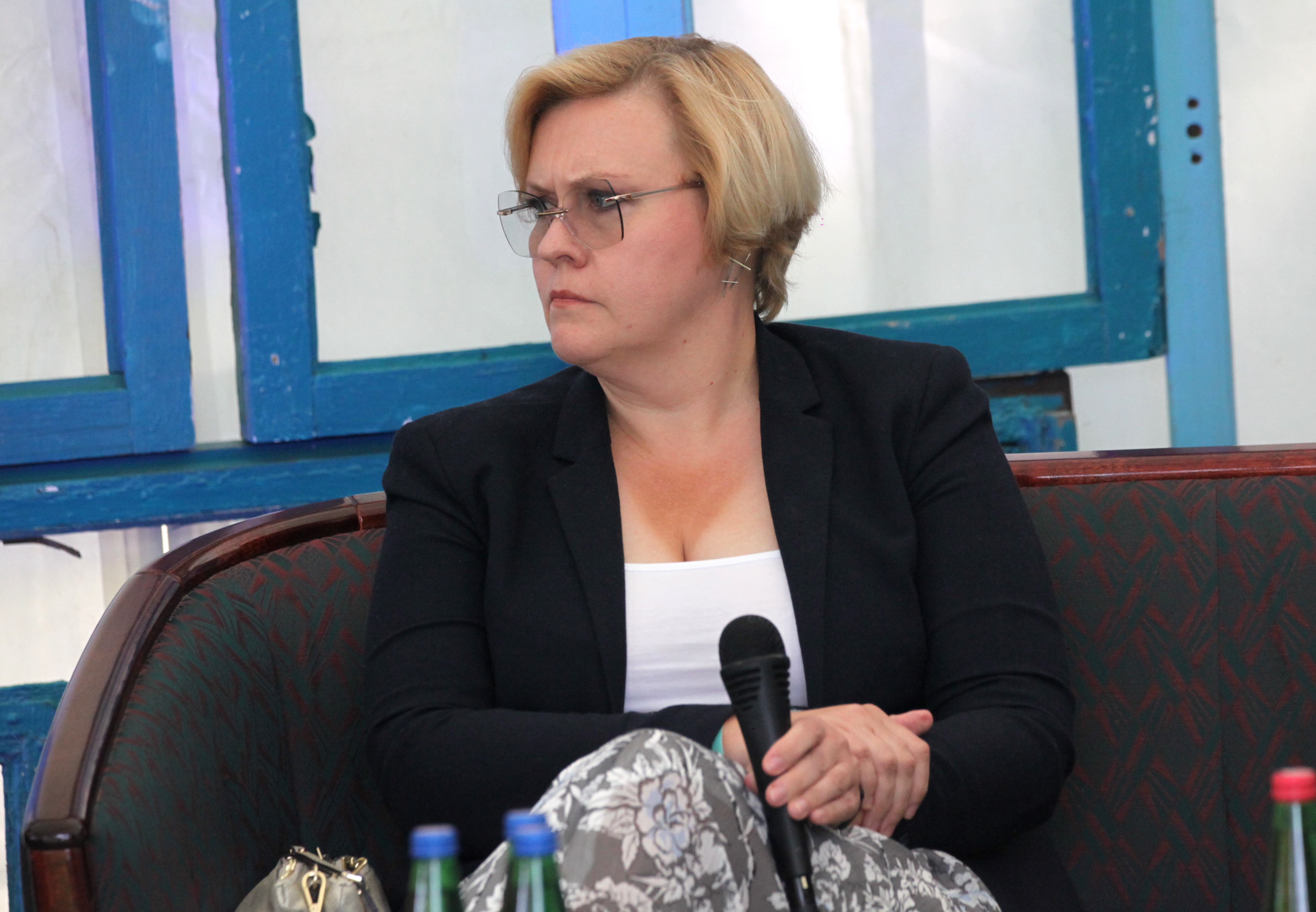
Maret Maripuu (2021)

Maret Maripuu (ur. 16 lipca 1974 w Tallinnie) – estońska samorządowiec, prawniczka i polityk, minister spraw społecznych w latach 2007–2009.

## Życiorys
W 1992 ukończyła szkołę średnią, w 2004 została magistrem prawa na prywatnej uczelni Akadeemia Nord. Podjęła następnie studia doktoranckie.
Pracowała krótko w estońskim oddziale koncernu Statoil. W 1994 zaangażowała się w działalność Estońskiej Partii Reform. Była przez pięć lat dyrektorem biura krajowego tego ugrupowania, a także doradcą frakcji parlamentarnej.
Od 1999 do 2005 zasiadała w radzie miejskiej Tallinna, od 2001 pełniła funkcję jej przewodniczącej. W 1999, 2003 i 2007 z listy Partii Reform uzyskiwała mandat posłanki do Zgromadzenia Państwowego (Riigikogu IX, X i XI kadencji). W latach 2006–2007 była wiceprzewodniczącą parlamentu.
W kwietniu 2007 objęła urząd ministra spraw społecznych w rządzie Andrusa Ansipa. W styczniu 2009 partie opozycyjne zgłosiły wobec niej wniosek o wotum nieufności, krytykując podejmowane działania. Wniosek nie został przegłosowany (odrzucono go większością 51 do 35 głosów), jednak tuż po głosowaniu Maret Maripuu zapowiedziała swoją rezygnację. Urzędowanie zakończyła w lutym 2009, powracając do sprawowania mandatu deputowanej.

## Życie prywatne
Ze związku z politykiem Igorem Gräzinem ma syna.

## Odznaczenia
- Krzyż Wielkiego Oficera Orderu Infanta Henryka (Portugalia, 2003)[3]